# Wilmo Kamrath
Wilhelm „Wilmo“ Kamrath (* 17. März 1908 in Lauta; † 24. Dezember 1989 in Dessau) war ein deutscher Tänzer und Choreograf.

## Leben
Er war das achte Kind des aus Lanz bei Lenzen an der Elbe stammenden Pfarrers Hugo Kamrath, nach dessen Tod 1919 wurde er Zögling der Waisen-Anstalt in den Franckeschen Stiftungen in Halle und Schüler der „Schola Latina“, einem humanistischen Gymnasium. Er wollte Sport studieren, wurde auf die Arbeit Rudolf von Labans aufmerksam und meldete sich vor Semesterbeginn auf einen Aufruf des Landestheaters Braunschweig, das Mitwirkende für einen Bewegungschor suchte. Er wurde von der Ballettmeisterin geschult und wirkte im Sommer 1927 bereits solistisch in Bühnenproduktionen des Theaters mit. Auf persönliche Empfehlung Labans unterzog er sich in den Jahren 1928 und 1929 in Berlin einer Fachschulausbildung in der Schule für Bühnentanz von Max Terpis und einer Spezialausbildung im klassischen Ballett bei Victor Gsovsky.
Für die Spielzeit 1929/30 wurde Kamrath von Harald Kreutzberg, der dort die Tanzoberleitung innehatte, als Tänzer mit Soloverpflichtung an die Städtischen Bühnen Leipzig engagiert und in der folgenden Spielzeit als Solotänzer. In der Freizeit gründete er 1931 die „Gruppe Junge Tanzkunst Leipzig“, die sich am 8. März 1931 erstmals in einer Matinee der Öffentlichkeit vorstellte, u. a. mit seinem Tanz Trommler in Rot (nach Musik von Béla Bartók). Ab 1931 folgten gastweise Ballettmeistertätigkeiten am Stadttheater Halle, am Operettentheater in Wiesbaden und am Battenberg-Theater in Leipzig. Er gründete eigene Tanzstudios in Halle und Leipzig und unterrichtete an der Universität Halle-Wittenberg. 1932/33 gab Kamrath eigene Tanzabende mit Ilse Meudtner.
In der Spielzeit 1933/34 wurde Kamrath von Kurt Jooss als Mitglied seiner Tanztheatergruppe für eine Welttournee verpflichtet. 1934/35 folgte eine eigene Gastspieltournee durch Nord- und Ostdeutschland und die Teilnahme an den Deutschen Tanzfestspielen in Berlin. Von 1935 bis 1937 wirkte Wilmo Kamrath als Leiter der Tanzgruppe am Oberschlesischen Landestheater Beuthen-Gleiwitz-Hindenburg und wirkte u. a. 1936 bei den Tanzaufführungen zur Berliner Olympiade in der Choreographie von Harald Kreutzberg mit. Weitere Engagements führten ihn 1937/38 an das Reussische Theater in Gera, 1939/40 als Trainingsmeister und Solotänzer ans Duisburger Opernhaus, 1940/41 als Ballettmeister und Solotänzer ans Stadttheater Teplitz-Schönau und 1941/42 als Ballettmeister und Solotänzer an die städtischen Bühnen in Kattowitz-Königshütte. Sein 1942 mit Dreijahresvertrag angetretenes Engagement als Leiter der Tanzbühne, Ballettmeister und Solotänzer an den Theatern der Stadt Nürnberg wurde durch die Einberufung zur Wehrmacht beendet.
In der Spielzeit 1945/46 war Kamrath als Leiter der Tanzbühne, Ballettmeister und Solotänzer an den Städtischen Bühnen in Hagen tätig. Gleichzeitig gründete er wieder eine eigene Tanzgruppe, mit welcher er insbesondere im Ruhrgebiet auf Gastspieltournee ging. 1947 wurde er Ballettmeister und Solotänzer an den Städtischen Bühnen Essen und unterrichtete Ballett und Nationaltanz an den Folkwangschulen Essen. 1948 wechselte er für drei Spielzeiten als Ballettmeister und Solotänzer an die Städtischen Theater in Lübeck.
1951 begann Wilmo Kamraths langjähriges Schaffen am Landestheater Dessau als Leiter der Tanzbühne, Ballettmeister und Solotänzer. Neben Klassikern wie dem Dreispitz (1952) choreographierte er hier auch eigene Werke wie Des Teufels Peitsche zu Musiken von Zoltán Kodály, den er 1953 in Budapest aufsuchte, und führte Bewegungsregie in Opern wie Die Stumme von Portici. 1965 schuf er seinen ersten Kammertanzabend am Theater mit zeitgenössischer Thematik … und heller wurde jeder Tag zur Ballade vom erkämpften Leben von Albrecht Kortüm, für die Aufführung von Heinz Röttger vertont.
Wilmo Kamrath war mit der Solotänzerin Ellen Meißner verheiratet, für die (und deren Tanzpartner Rolf/Rudolf Händel) er viele Rollen kreierte oder klassische Rollen wie die der Swanilda in dem Ballett Coppélia besonders profilierte. Kamrath sah seine choreographische Arbeit vor allem als „Tanzregie“ an.